# Striglina
Striglina is een geslacht van vlinders van de familie venstervlekjes (Thyrididae), uit de onderfamilie Striglininae.

## Soorten
- S. abella Whalley, 1976
- S. advena Whalley, 1976
- S. alineola Chu & Wang, 1991
- S. asinina Warren, 1899
- S. atrata Whalley, 1976
- S. augescere Whalley, 1971
- S. bifida Chu & Wang, 1991
- S. bispota Chu & Wang, 1991
- S. buergersi Gaede, 1922
- S. cancellata (Christoph, 1881)
- S. castaneata Hampson, 1914
- S. cinnamomea (Rothschild, 1915)
- S. clathrata (Hampson, 1897)
- S. clava Chu & Wang, 1991
- S. conjuncta Swinhoe, 1906
- S. crassisquama (Warren, 1898)
- S. curvilinea Warren, 1905
- S. curvita Chu & Wang, 1991
- S. cuticula Whalley, 1976
- S. cymba Whalley, 1976
- S. dactylica Whalley, 1976
- S. diargema Chu & Wang, 1991
- S. divisata Warren, 1904
- S. duplicifimbria Warren, 1896
- S. eguttalis Gaede, 1917
- S. elaphra Chu & Wang, 1991
- S. fainta Chu & Wang, 1991
- S. feindrehala Chu & Wang, 1991
- S. ferula Whalley, 1971
- S. fidelia Whalley, 1976
- S. fixseni Alphéraky, 1897
- S. hala Chu & Wang, 1991
- S. irresecta Whalley, 1976
- S. lilacina Warren, 1898
- S. mediofascia Swinhoe, 1906
- S. meridiana Whalley, 1976

- S. mimica Chu & Wang, 1991
- S. minutula (Saalmüller, 1880)
- S. navigatorum (Felder, Felder & Rogenhofer, 1873)
- S. nemorosa Whalley, 1976
- S. oceanica Inoue, 1982
- S. opulenta Whalley, 1976
- S. paravenia Inoue, 1982
- S. propatula Whalley, 1974
- S. roseus (Gaede, 1932)
- S. rothi Warren, 1898
- S. rubicunda Whalley, 1976
- S. rufescens Gaede, 1922
- S. rufivestis (Hampson, 1914)
- S. scalaria Chu & Wang, 1991
- S. scalata Warren, 1903
- S. scitaria (Walker, 1863)
- S. sectura Whalley, 1976
- S. stricta Chu & Wang, 1991
- S. strigifera (Strand, 1913)
- S. strigosa (Moore, 1882)
- S. suzukii Matsumura, 1931
- S. tibiaria (Walker, 1859)
- S. trepida Whalley, 1971
- S. venia Whalley, 1976
- S. venilia Whalley, 1976